# Roulans
Roulans – miejscowość i gmina we Francji, w regionie Burgundia-Franche-Comté, w departamencie Doubs.
Według danych na rok 1990 gminę zamieszkiwało 957 osób, a gęstość zaludnienia wynosiła 115 osób/km² (wśród 1786 gmin Franche-Comté Roulans plasuje się na 173. miejscu pod względem liczby ludności, natomiast pod względem powierzchni na miejscu 540.).